# Mallaig
Mallaig, schottisch-gälisch: Malaig, ist ein Dorf mit 806 Einwohnern an der Westküste Schottlands in der Council Area Highland. Der Ort ist ein wichtiger Fischerei- und Fährhafen. 

## Geschichte
Mallaig wurde 1840 von Simon Fraser, 13. Lord Lovat als reiner Fischereihafen am seeseitigen Ende von Loch Nevis gegründet. Seine rasch wachsende Bedeutung im 20. Jahrhundert verdankt der Ort in erster Linie dem Anschluss an das britische Eisenbahnnetz im Jahr 1901, indem die West Highland Railway von Fort William aus bis nach Mallaig ausgebaut wurde. Der in Mallaig angelandete Fisch konnte auf diese Weise schnell und kostengünstig abtransportiert werden. Die ortsansässigen Fischer sind heute auf den Fang von Garnelen und Hummern spezialisiert. In frühen Zeiten stand vor allem die Heringsfischerei im Zentrum. 
Das Dorf ist heute stark vom Tourismus geprägt. Im Dorfzentrum gibt es mehrere Pubs, Restaurants und Läden als touristische Infrastruktur. Viele Passagiere des Jacobite Steam Train, der im Ort bis zur Rückfahrt nach Fort William für etwa eindreiviertel Stunden steht, nutzen die Zeit für eine Besichtigung.

## Verkehr
1932 verkehrte die erste Autofähre von Mallaig nach Skye. Heute bestehen von CalMac Ferries bediente Fährverbindungen zu den Inseln Skye, Rùm, Canna, Eigg, Muck und South Uist sowie zur Halbinsel Knoydart, wodurch die Bedeutung Mallaigs als Fährhafen stark zugenommen hat.  
Bekannt ist Mallaig auch als Endstation des Dampfzugs „The Jacobite“, der im Sommerhalbjahr täglich von Fort William nach Mallaig fährt. Weitere dieselbetriebene Züge verkehren ganzjährig auf dieser Strecke. In Mallaig endet außerdem die von Touristen viel befahrene Panoramastraße Road to the Isles, die weitgehend parallel zur Bahnstrecke Fort William–Mallaig verläuft.

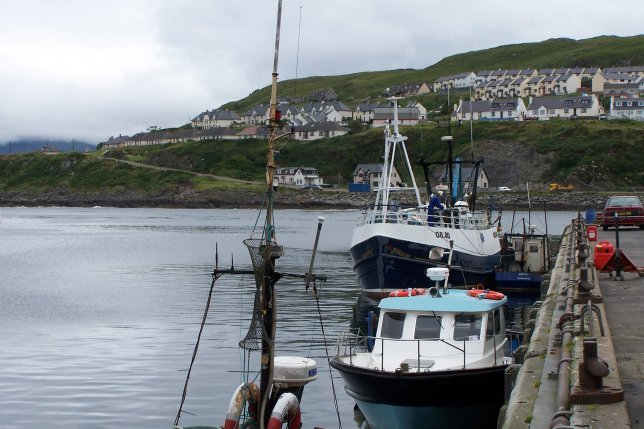
Hafen von Mallaig
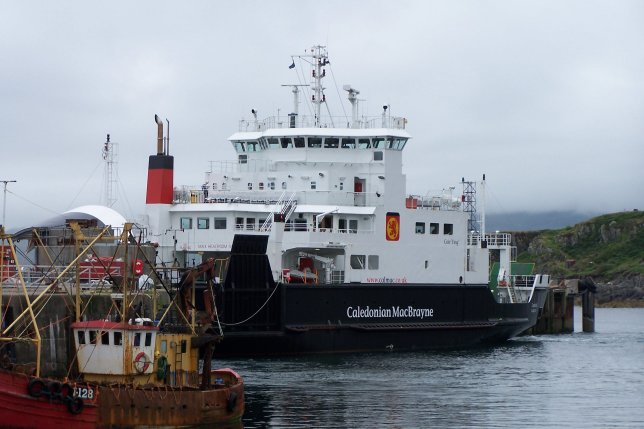
Fähre nach Skye
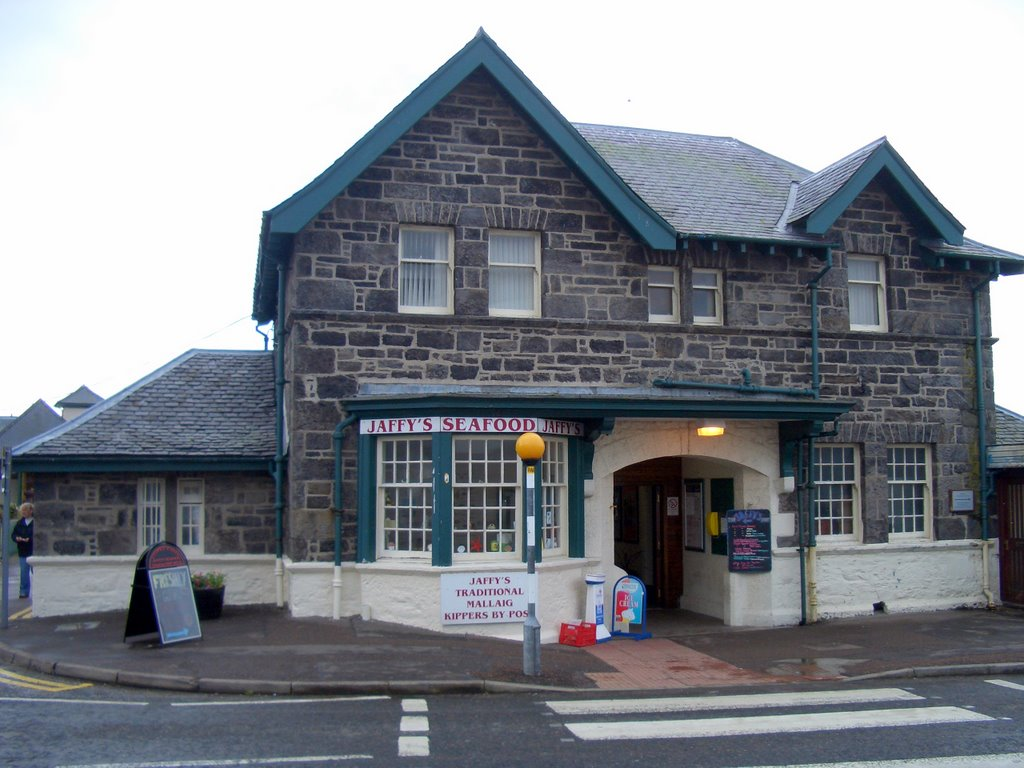
Bahnhof von Mallaig
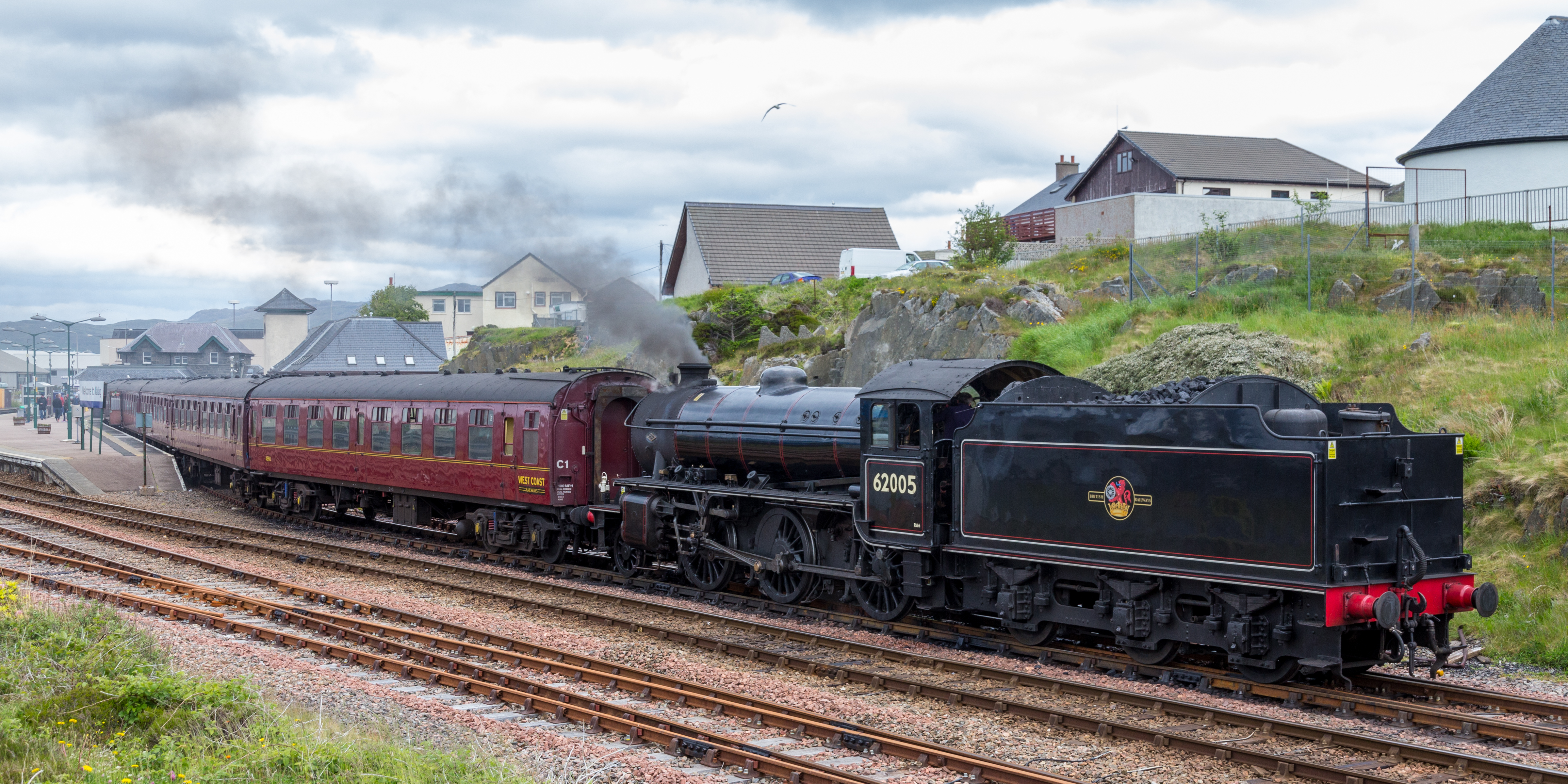
End- und Startbahnhof Mallaig
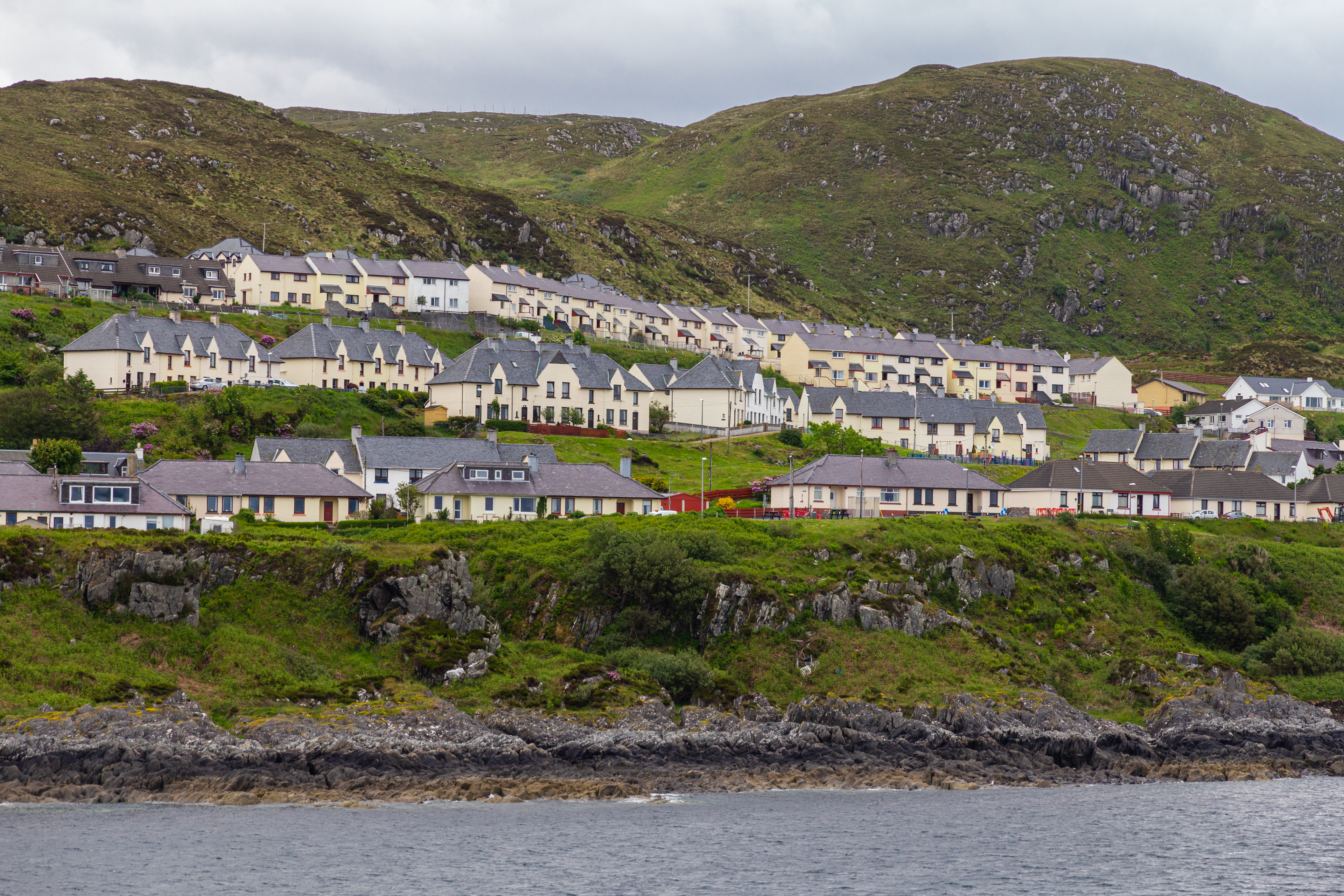
Council Houses in Mallaig
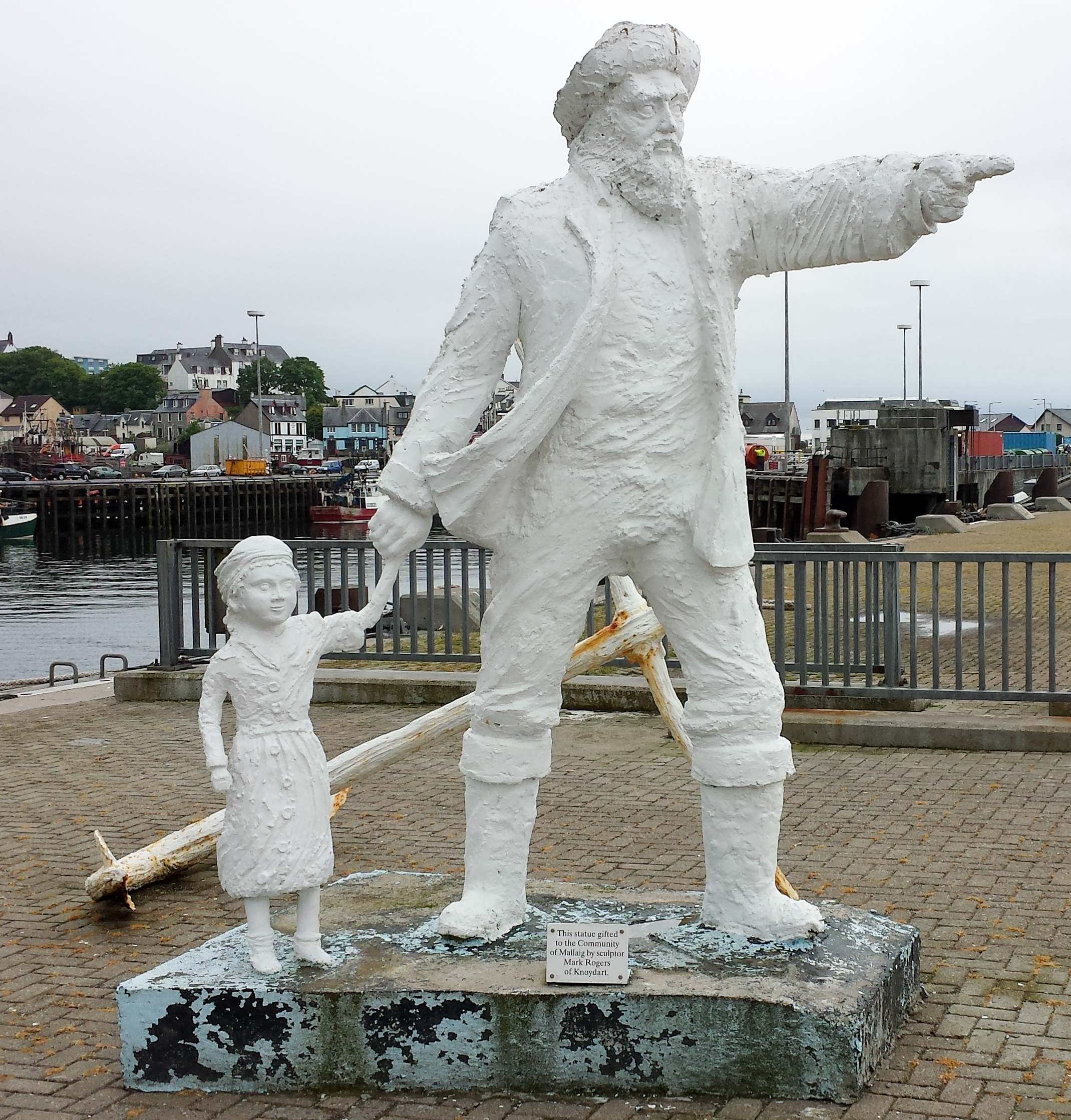
Skulptur Fisherman and Child